# Бушуев, Константин Давыдович
Константин Давыдович Бушу́ев (23 мая 1914, Калужская губерния — 26 октября 1978, Москва) — советский учёный в области ракетно-космической техники, Герой Социалистического Труда, лауреат Сталинской, Ленинской и Государственной премий СССР, член-корреспондент АН СССР. Заместитель Главного конструктора Центрального Конструкторского бюро экспериментального машиностроения, заведующий кафедрой Московского физико-технического института.

## Биография

### Ранние годы
Родился в селе Чертень (ныне — Мосальского района Калужской области) в семье учителей. Школу-семилетку он окончил в городе Мосальске, затем учился в литейном техникуме в городе Кирове Калужской области, который окончил в 1933 году. В 1936 году поступил в Московский авиационный институт на самолётостроительный факультет, который окончил в 1941 году. 

### Советская космическая программа
Работал в конструкторских бюро с 1941 года. С 1948 года руководил проектным бюро, связанным с разработками первой межконтинентальной ракеты «Р-7». С 1952 года занимался космической техникой. С 1954 года назначен заместителем Главного конструктора ОКБ-1. Руководил конструкторскими разработками  ракеты Р-7 и первого советского искусственного спутника Земли. 21 августа 1957 года ракета Р-7 была успешно запущена и выполнила план полета, а 4 октября 1957 года был запущен ИСЗ «Спутник-1».
За выдающие заслуги в создании ИСЗ ему было присвоено звание Героя Социалистического труда с вручением Ордена Ленина. 
с 1973 года главный конструктор. Один из создателей ряда КА для исследования околоземного космического пространства, Луны, Венеры, Марса, космического корабля «Восток», космического корабля «Восход», космического корабля «Союз».
Вошёл в состав президиума Межведомственного научно-технического совета по космическим исследованиям при Академии наук СССР, созданного в 1959 году. За осуществление первого в мире полёта этого корабля с человеком на борту награждён орденом Ленина.
С 1970 года заведующий кафедрой МФТИ (профессор с 1962 года). 

#### Заместитель Сергея Королёва
По свидетельству современников, был полным антиподом С. П. Королёва по характеру. Между ними часто возникали разногласия,  однако Королёв высоко ценил способности Бушуева и неоднократно уговаривал его остаться на должности заместителя. 
Современники тех событий вспоминают:

Королев любил и ценил Константина Давыдовича потому, что Бушуеву можно безоговорочно доверить Дело. Уже не от страха перед Главным, а по убеждениям своим, Константин Давыдович вникал во все детали и любой вопрос доводил до полной, кристальной ясности. Бушуев был глубоко убежден, что в ракетной технике мелочей нет… Столь же щепетильной, дотошной отработки каждого объекта Константин Давыдович требовал и от своих подчиненных

#### Во главе ЭПАС
Являлся техническим директором проекта ЭПАС с советской стороны (1973—1975). 
Он писал:

Главное, что помогло мне решиться взять на себя эту работу и справиться с нею —это школа Королева, это буквально втиснутое им во всех нас чувство ответственности и убеждение, что освоение космоса станет интернациональным делом всей нашей планеты
Во второй половине 1970-х был главным конструктором космического корабля «Союз Т-2». Первый его полет произошёл уже после смерти Бушуева в 1980 году.

## Награды и заслуги
- Ленинская премия (1960)
- сталинская премия второй степени (1950) — за разработку нового метода исследования атмосферы
- Государственная премия СССР (1976)
- Золотая медаль имени К. Э. Циолковского АН СССР (1977)
- Почётный международный диплом ФАИ, Премия имени А. Эмиля[англ.] Международной астронавтической федерации (1977).

- три ордена Ленина
- орден Октябрьской революции
- орден Трудового Красного Знамени и медалями[2].